# Le Peuple (Bruselas)
Le Peuple (El Pueblo) era un diario en idioma francés, que se publicaba desde Bruselas (Bélgica). El periódico fue fundado en 1884. Le Peuple servía como el órgano central del Partido Obrero de Bélgica. Jean Volders fue el editor fundador del periódico. Contribuyentes importantes al diario incluía Emile Vandervelde, Camille Huysmans, Bertrand Louis, J. Wauters, Delvigne I. y Louis de Brouckère. En 1909, se estimaba que la publicación tenía una circulación diaria de 106.000.
El edificio de Le Peuple en Rue des Sables fue construido en 1905 en estilo Art Nouveau. El arquitecto del edificio fue Richard Pringiers, alumno de Victor Horta.
A partir de mediados de la década de 1930, Arthur Wauthers era el director del periódico. En el momento de Le Peuple tenía seis ediciones diferentes. En 1933-1935 Le Peuple publicó una larga serie de artículos escritos por Henri De Man, en cuales De Man exprimía sus plantamientos "planistas".
Durante la Segunda Guerra Mundial, cuando el movimiento socialista en Bélgica trabajaba en la clandestinidad, Le Peuple siguió siendo publicado de manera clandestina y distribuido en varias partes del país.
Durante los años de la posguerra Le Peuple fue el órgano del Partido Socialista Belga. En la década de 1960 tenía una circulación diaria de alrededor de 110.000. En 1997 Le Peuple, ya deficitaria, fue adquirida por el grupo mediático Rossel Wallonie (junto con dos otros diarios socialistas, Le Journal de Charleroi y La Wallonie). Al año siguiente, estos tres diarios se fusionaron en Le Matin mientras que el grupo Rossel se retiró de la cooperación.